# György Kristóf
György Kristóf, né en 1982 à Košice est un cinéaste slovaque, réalisateur et scénariste.

## Biographie
György Kristóf, après avoir effectué sa scolarité en Slovaquie orientale et en Hongrie, fait des études à la faculté des lettres (hu) de l'Université de Miskolc.
Il travaille comme journaliste dans la presse régionale et découvre le cinéma. Il collabore comme assistant-réalisateur sur des films hongrois comme Zuhanórepülés – notamment avec Ildikó Enyedi – et des productions anglo-saxonnes comme Le Garçon au pyjama rayé.
György Kristóf décide en 2008 de s'orienter vers l'Académie du film de Prague et réalise durant sa formation plusieurs courts métrages, présentés et parfois primés dans des festivals. Son film de fin d'études de premier cycle étant un échec, il rejoint pendant un an sa femme à Riga où elle fait des études, avant de revenir à Prague pour son master.
Il participe en 2015 à L'Atelier de la Cinéfondation du Festival de Cannes.
Son premier long métrage Out (en) est le premier film slovaque sélectionné pour le Festival de Cannes, où il est présenté dans la section Un certain regard 2017.

## Filmographie
- 2017 : Out (en)
- 2011 : Úsvit
- 2010 : She-Mon
- 2009 : Hranice (Les Frontières)